# Jerônimo Tomé da Silva

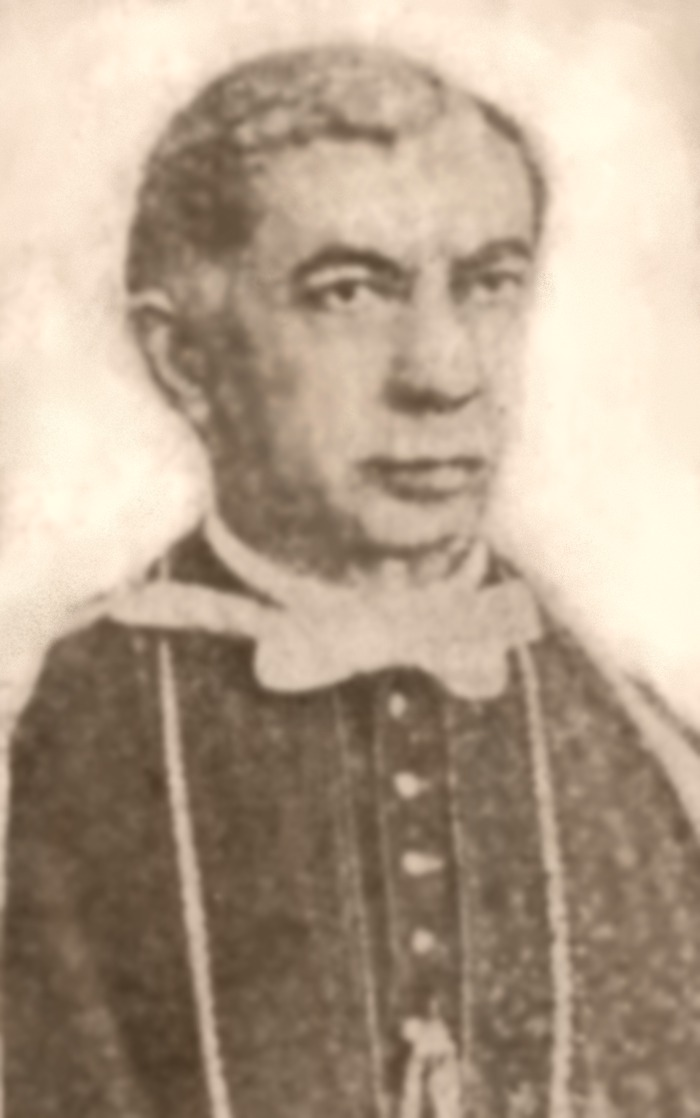
Jerônimo Tomé da Silva (1915)

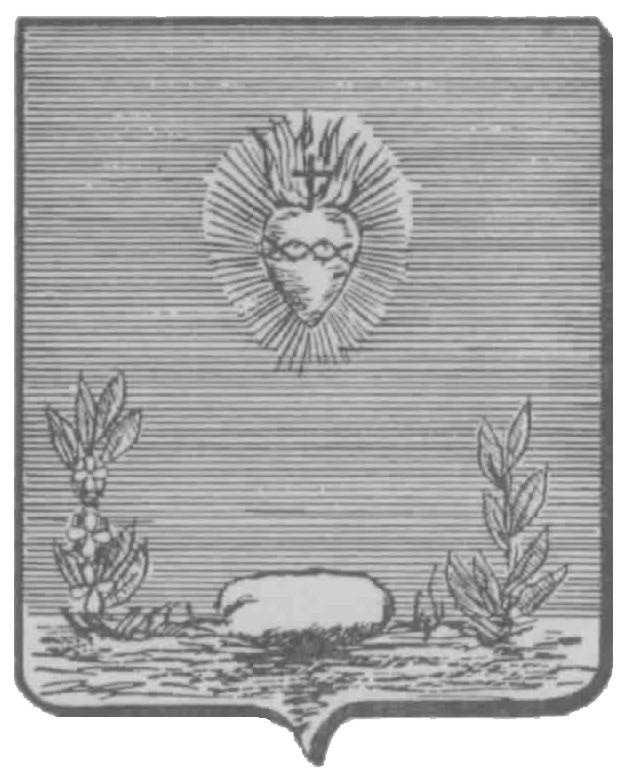
Wappenschild von Jerônimo Tomé da Silva

Jerônimo Tomé da Silva (* 12. Juni 1849 in Sobral, Ceará, Brasilien; † 19. Februar 1924 in Salvador, Bahia) war ein brasilianischer Geistlicher und römisch-katholischer Erzbischof von São Salvador da Bahia.

## Leben
Jerônimo Tomé da Silva wurde 1869 an der Päpstlichen Universität Gregoriana in Rom im Fach Philosophie promoviert und 1873 im Fach Katholische Theologie. Am 25. Mai 1872 wurde er zum Diakon geweiht und am 21. Dezember desselben Jahres empfing er das Sakrament der Priesterweihe. Anschließend lehrte Tomé da Silva Philosophie am Seminário da Prainha in Fortaleza.
Am 26. Juni 1890 ernannte ihn Papst Leo XIII. zum Bischof von Belém do Pará. Kardinalstaatssekretär Mariano Rampolla del Tindaro spendete ihm am 26. Oktober desselben Jahres in der Kapelle des Päpstlichen lateinamerikanischen Kollegs „Pius“ in Rom die Bischofsweihe; Mitkonsekratoren waren der Erzbischof von São Salvador da Bahia, Antônio de Macedo Costa, und der Sekretär der Kongregation für Außerordentliche Kirchliche Angelegenheiten, Kurienerzbischof Domenico Ferrata. Die Amtseinführung erfolgte am 2. Februar 1891.
Am 12. September 1893 bestellte ihn Leo XIII. zum Erzbischof von São Salvador da Bahia (und damit Primas von Brasilien). Die Amtseinführung erfolgte am 28. Februar 1894.